# 小行星3731
小行星3731（英語：3731 Hancock）是一颗围绕太阳公转的小行星。1984年2月20日，珀斯天文台在珀斯天文台发现了此天体。
这颗小行星的绝对星等为253.27404等。